# Shen Jun
Dans ce nom, le nom de famille, Shen, précède le nom personnel.
Pour les articles homonymes, voir Shen.
Shen Jun (chinois : 沈君), née le 9 mai 1977, est une judokate chinoise.

## Palmarès international en judo
| Jeux asiatiques     | Jeux asiatiques | Jeux asiatiques |
| Année               | Médaille        | Catégorie       |
| ------------------- | --------------- | --------------- |
| 1998                | argent          | –57 kg          |
| Championnats d'Asie |                 |                 |
| Année               | Médaille        | Catégorie       |
| 2000                | bronze          | –57 kg          |